# جان اندر (بازیکن فوتبال، زاده ۱۹۹۵)
جان اندر (انگلیسی: Jon Ander؛ زادهٔ ۲۲ مهٔ ۱۹۹۵) بازیکن فوتبال اهل اسپانیا است.
از باشگاه‌هایی که در آن بازی کرده‌است می‌توان به باشگاه فوتبال اتلتیک بیلبائو بی اشاره کرد.